# Peters (cráter)

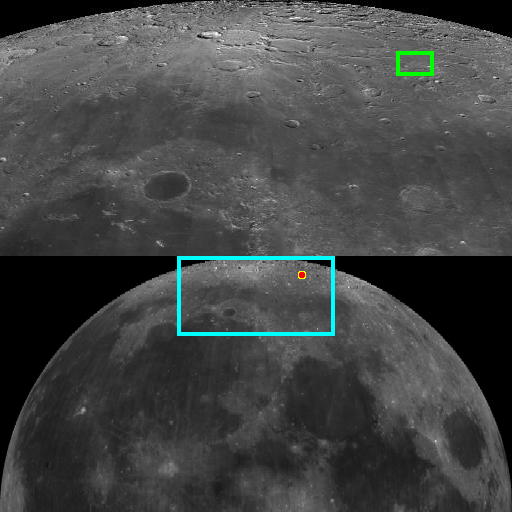
Localización de Peters sobre el globo lunar

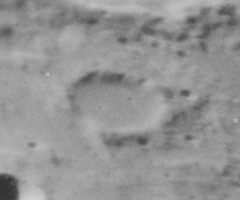
Fotografía de la misión Lunar Orbiter 4 (1967)

Peters es un pequeño cráter de impacto situado en la parte norte-noreste de la Luna, en la brecha entre Neison hacia el oeste y Arnold hacia el sureste. Al sur de Peters se encuentra el cráter Moigno.
|  |

No es un elemento particularmente prominente, con un borde bajo y un suelo interior que ha sido casi completamente sumergido por los flujos de lava. El borde es circular y solo ligeramente desgastado, con una muesca en el sureste. La superficie interior es nivelada y casi carente de rasgos significativos.